# Felde
Felde là một đô thị thuộc huyện Rendsburg-Eckernförde, bang Schleswig-Holstein.